# Bertya cunninghamii
Bertya cunninghamii là một loài thực vật có hoa trong họ Đại kích. Loài này được Planch. mô tả khoa học đầu tiên năm 1845.